# Lucía Gómez González
Lucía Gómez González (La Coruña, 20 de enero de 1992) es una jugadora española de fútbol sala. Juega de ala y su equipo actual es el Poio Pescamar FS de la Primera División de fútbol sala femenino de España.

## Trayectoria
Empezó a jugar en equipo en las categorías inferiores del Sal Lence que al fusionarse con el Viaxes Amarelle pasó a este último equipo con el que debutó en la categoría senior en la temporada 2008-09 en segunda división, hasta que se fue en la temporada 2014-15 al Lacturale Orvina. Volvió a Galicia para jugar en el Ourense Envialia, donde consiguió un Copa de España. En la temporada 2018-19 fichó por el Burela. con el que consigue una Copa, una Recopa, una Supercopa y una liga. En la 2020-21 decide irse al Poio Pescamar FS.

## Selección nacional
Debutó con la selección española de fútbol sala el 10 de octubre de 2017 en un partido amistoso jugado contra Portugal. En el año 2019 participó en la Eurocopa de Portugal donde se proclamó campeona. En el año 2022 volvió a ganar la Eurocopa.

## Estadísticas

### Clubes
Actualizado al último partido jugado el 12 de junio de 2021.
| Club | Div.          | Temporada     | Liga  | Liga  | Liga       | Liga      | Copas nacionales(1) | Copas nacionales(1) | Copas nacionales(1) | Copas nacionales(1) | Torneos internacionales(2) | Torneos internacionales(2) | Torneos internacionales(2) | Torneos internacionales(2) | Total(3) | Total(3) | Total(3)   | Total(3)  |
| Club | Div.          | Temporada     | Part. | Goles | Amonestado | Expulsado | Part.               | Goles               | Amonestado          | Expulsado           | Part.                      | Goles                      | Amonestado                 | Expulsado                  | Part.    | Goles    | Amonestado | Expulsado |
| --- | ------------- | ------------- | ----- | ----- | ---------- | --------- | ------------------- | ------------------- | ------------------- | ------------------- | -------------------------- | -------------------------- | -------------------------- | -------------------------- | -------- | -------- | ---------- | --------- |
| Viaxes Amarelle · España |               |               |       |       |            |           |                     |                     |                     |                     |                            |                            |                            |                            |          |          |            |           |
| 1.ª |               |               |       |       |            |           |                     |                     |                     |                     |                            |                            |                            |                            |          |          |            |           |
| 2012-13 | 26            | 6             | 1     | 0     | -          | -         | -                   | -                   | -                   | -                   | -                          | -                          | 26                         | 6                          | 1        | 0        |            |           |
| 2013-14 | 26            | 6             | 3     | 0     | -          | -         | -                   | -                   | -                   | -                   | -                          | -                          | 26                         | 6                          | 3        | 0        |            |           |
| Total club | Total club    | 52            | 12    | 4     | 0          | -         | -                   | -                   | -                   | -                   | -                          | -                          | -                          | 52                         | 12       | 4        | 0          |           |
| Lacturale Orvina · España |               |               |       |       |            |           |                     |                     |                     |                     |                            |                            |                            |                            |          |          |            |           |
| 1.ª |               |               |       |       |            |           |                     |                     |                     |                     |                            |                            |                            |                            |          |          |            |           |
| 2014-15 | 30            | 15            | 2     | 0     | -          | -         | -                   | -                   | -                   | -                   | -                          | -                          | 30                         | 15                         | 2        | 0        |            |           |
| 2015-16 | 29            | 11            | 3     | 0     | -          | -         | -                   | -                   | -                   | -                   | -                          | -                          | 29                         | 11                         | 3        | 0        |            |           |
| Total club | Total club    | 59            | 26    | 5     | 0          | -         | -                   | -                   | -                   | -                   | -                          | -                          | -                          | 59                         | 26       | 5        | 0          |           |
| Ourense Envialia · España |               |               |       |       |            |           |                     |                     |                     |                     |                            |                            |                            |                            |          |          |            |           |
| 1.ª |               |               |       |       |            |           |                     |                     |                     |                     |                            |                            |                            |                            |          |          |            |           |
| 2016-17 | 28            | 6             | 3     | 0     | 3          | 1         | 0                   | 0                   | -                   | -                   | -                          | -                          | 31                         | 7                          | 3        | 0        |            |           |
| 2017-18 | 29            | 14            | 2     | 0     | 3          | 2         | 0                   | 0                   | -                   | -                   | -                          | -                          | 32                         | 16                         | 2        | 0        |            |           |
| Total club | Total club    | 57            | 20    | 5     | 0          | 6         | 3                   | 0                   | 0                   | -                   | -                          | -                          | -                          | 63                         | 23       | 5        | 0          |           |
| CD Burela FS · España |               |               |       |       |            |           |                     |                     |                     |                     |                            |                            |                            |                            |          |          |            |           |
| 1.ª |               |               |       |       |            |           |                     |                     |                     |                     |                            |                            |                            |                            |          |          |            |           |
| 2018-19 | 28            | 12            | 3     | 0     | 3          | 1         | 0                   | 0                   | -                   | -                   | -                          | -                          | 31                         | 13                         | 3        | 0        |            |           |
| 2019-20 | 21            | 3             | 1     | 0     | 4          | 1         | 0                   | 0                   | 2                   | 1                   | -                          | -                          | 27                         | 5                          | 1        | 0        |            |           |
| Total club | Total club    | 49            | 15    | 4     | 0          | 7         | 2                   | 0                   | 0                   | 2                   | 1                          | -                          | -                          | 58                         | 18       | 4        | 0          |           |
| Poio Pescamar FS · España |               |               |       |       |            |           |                     |                     |                     |                     |                            |                            |                            |                            |          |          |            |           |
| 1.ª |               |               |       |       |            |           |                     |                     |                     |                     |                            |                            |                            |                            |          |          |            |           |
| 2020-21 | 24            | 8             | 5     | 0     | 5          | 1         | 2                   | 0                   | -                   | -                   | -                          | -                          | 29                         | 9                          | 7        | 0        |            |           |
| 2021-22 | 30            | 16            | 4     | 0     | 2          | 0         | 0                   | 0                   | -                   | -                   | -                          | -                          | 32                         | 16                         | 4        | 0        |            |           |
| Total club | Total club    | 54            | 24    | 9     | 0          | 7         | 1                   | 2                   | 0                   | -                   | -                          | -                          | -                          | 61                         | 25       | 11       | 0          |           |
| Total carrera | Total carrera | Total carrera | 271   | 97    | 27         | 0         | 20                  | 6                   | 2                   | 0                   | 2                          | 1                          | -                          | -                          | 293      | 104      | 29         | 0         |
| (1) Incluye datos de Copa de España / Supercopa de España. (2) Incluye datos de Campeonato de Europa de Clubes, Recopa y Copa Intercontinental. (3) No incluye datos de partidos amistosos. |               |               |       |       |            |           |                     |                     |                     |                     |                            |                            |                            |                            |          |          |            |           |

## Palmarés y distinciones
- Eurocopa:

 2019
 2022
 2023
- Liga española: 1

2019-20
- Copa de España: 2

2017 y 2019
- Supercopa de España: 1

2019
- Recopa: 1

2019
- Copa Libertadores:

 2024